# Starland County
Das Starland County ist einer der 63 „municipal districts“ in Alberta, Kanada. Der Verwaltungsbezirk gehört zur „Census Division 5“ und ist Teil der Region Zentral-Alberta. Der Bezirk als solches wurde zum 9. Dezember 1912 eingerichtet (incorporated als „Rural Municipality of Starland No. 307“) und sein Verwaltungssitz befindet sich in dem Dorf Morrin.
Der Verwaltungsbezirk ist für die kommunale Selbstverwaltung in den ländlichen Gebieten sowie den nicht rechtsfähigen Gemeinden, wie Dörfern und Weilern und Ähnlichem, zuständig. Für die Verwaltung der Städte und Kleinstädte in seinen Gebietsgrenzen ist er nicht zuständig.

## Lage
Der „Municipal District“ liegt im Zentrum der kanadischen Provinz Alberta, am Rande der kanadischen Badlands. Nach Osten/Südosten wird der Bezirk über weite Strecken vom Red Deer River begrenzt.
Die Hauptverkehrsachsen des Bezirks sind der in Nord-Süd-Richtung verlaufende Alberta Highway 56 sowie der in Ost-West-Richtung verlaufende Alberta Highway 9.
Im Bezirk befindet sich keiner der Provincial Parks in Alberta.
|                   | County of Stettler No. 6                    |                    |
| Rocky View County | Kompassrose, die auf Nachbargemeinden zeigt | Special Area No. 2 |
|                   | Wheatland County                            |                    |

## Bevölkerung
| Jahr | Erhebung          | Einwohner | Änderung | Fläche (km²) | Bev.-dichte (EW/km²) |
| ---- | ----------------- | --------- | -------- | ------------ | -------------------- |
| 2016 | Volkszählung 2016 | 2066      | + 0,4 %  | 2559,95      | 0,8                  |
| 2011 | Volkszählung 2011 | 2057      | - 13,2 % | 2557,70      | 0,8                  |

## Gemeinden und Ortschaften
Folgende Gemeinden liegen innerhalb der Grenzen des Verwaltungsbezirks:
- Stadt (City): keine
- Kleinstadt (Town): keine
- Dorf (Village): Delia, Morrin, Munson
- Weiler (Hamlet): Craigmyle, Michichi, Rowley, Rumsey

Außerdem bestehen noch weitere, noch kleinere Ansiedlungen und Einzelgehöfte. Weiterhin liegen im Bezirk auch mehrere Kolonien der Hutterer. Diese Kolonien haben eine dorfähnliche Struktur und in der Regel 100 bis 150 Einwohnern.